# サザーク橋
サザーク橋（英: Southwark Bridge）は、サザーク区とシティ・オブ・ロンドンを結ぶ、テムズ川に架かるアーチ橋である。建築家のアーネスト・ジョージとバシル・モットによって設計され、サー・ウィリアム・アロー・アンド・カンパニーによって建造、1921年に開通した。
橋の中間の西側の壁には、以下のような銘板がはめ込まれている。

## 歴史
以前のサザーク橋は、ジョン・レニーによって設計され、1819年に開通した。3つの巨大なアーチを花崗岩の柱で支える構造であったことから、「鉄の橋」として知られていたロンドン橋と比較して「石の橋」と呼ばれていた。完成当時はアーチの長さ（径間）が240フィート（73m）にも及んだことで注目を浴びた。小説家チャールズ・ディケンズは、自身の作品「リトル・ドリット」などで、しばしばこの橋について言及している。
現在の橋は先述したように、別の建築家によるものである。
イギリス指定建造物の第二級に指定されている。

## 周辺
橋の東側にはテート・モダン、クリンク刑務所博物館、グローブ座、フィナンシャル・タイムズの建物などがある。

## 周辺の橋
- 上流:ロンドン・ミレニアム・ブリッジ
- 下流:キャノン・ストリート鉄道橋